# نارندار بيسث سينغ
نارندار بيسث سينغ (مواليد 1 أبريل 1964) هو ملاكم هندي، مثّل بلاده في الألعاب الأولمبية الصيفية 1992.

## روابط خارجية
نارندار بيسث سينغ على موقع أوليمبيديا (الإنجليزية)